# ماركو سالا
ماركو سالا (Marco Sala)، (مواليد في 29 أغسطس 1886 بمدينة فيرونا، وتوفي سنة 14 ديسمبر 1969 في ميلانو)، لاعب كرة قدم (مدافع) إيطالي سابق. لعب لنادي إيه سي ميلان 12 موسما قبل أن يلعب مع للإنترالموسم الأخير له قبل أن يعتزل.

## وصلات خارجية
- ماركو سالا على موقع قاعدة بيانات كرة القدم.إي يو (الإنجليزية)
- ماركو سالا على موقع ناشيونال فوتبول تيمز (الإنجليزية)
- ماركو سالا على موقع عالم كرة القدم.نت (الإنجليزية)